# Richard Lounsbery Foundation
Die Richard Lounsbery Foundation ist eine gemeinnützige Stiftung zum Zwecke der Weiterentwicklung der nationalen Überlegenheit der Vereinigten Staaten auf dem Gebiet der Technologie und Wissenschaften. Sie wurde 1959 von Richard und Vera Lounsbery ins Leben gerufen. Die operative Tätigkeit begann 1980. In den achtziger Jahren wurde das Vermögen der Stiftung auf 22 Mio. Dollar taxiert. Die Stiftung widmete sich in erster Linie der biomedizinischen Forschung. Seit Juli 2002 wird die Organisation durch den Präsidenten David M. Abshire geführt.

## Tätigkeiten
- Seit 1980 wird jährlich ein Preis von 70.000 Dollar für Verdienste auf dem Gebiet der Biologie oder Medizin vergeben.
- Die Stiftung beruft sich auf den Geist eines Vannevar Bush, der außerordentliche Entwicklungen im Dienste der USA vorantrieb.
- Im Rechenschaftsbericht 2004 werden die Verdienste im Krieg gegen den Terror hervorgehoben.
- Die Organisation sponsert Wikipedia.